# دولاتس (روستا)
دولاتس (به صربی: Dolac) یک منطقهٔ مسکونی در صربستان است که در بلا پالانکا واقع شده است. بر اساس سرشماری سال ۲۰۱۱ دولاتس ۵۷ نفر جمعیت دارد.